# Utsikt över snötäckta tak
Utsikt över snötäckta tak är en oljemålning av den franske konstnären Gustave Caillebotte. På franska kallas den för franska: Vue de toits (effet de neige), vilket direktöversatt betyder "Utsikt över taken (snöeffekt)", men kallas även Toits sous la neige, det vill säga "Tak under snön". 
Målningen skapades vintern 1878-1879 och var en av konstnärens 25 målningar som ställdes ut på fjärde impressionistutställningen i Paris 1879, där ytterligare en av hans målningar av takåsar i Paris ingick. Målningen donerades efter konstnärens död 1894 till franska staten och ingår i Musée d'Orsays samlingar i Paris sedan museets öppnande 1986.